# كينت نيلسون
كينت نيلسون (بالإنجليزية: Kent Nelson)‏ هو شاعر أمريكي، ولد في 1943.